# Рябов, Геннадий Петрович
Генна́дий Петро́вич Ря́бов (род. 23 декабря 1944, село Кинель-Черкассы, Куйбышевская область) — российский лингвист-переводчик, кандидат филологических наук, профессор, общественный деятель, президент Национального исследовательского университета Высшая школа экономики — Нижний Новгород (ВШЭ-НН), Председатель Общественной палаты Нижнего Новгорода, почётный гражданин Нижнего Новгорода, член Объединённого Комитета Экспертов ЮНЕСКО и МОТ, член Президиума международного проекта ЮНЕСКО «LinguaUni», Председатель Совета ректоров педагогических вузов Волго-Вятского региона, вице-президент Международной ассоциации американистики.

## Биография
После окончания школы в 1963 году приехал в город Горький и поступил на переводческий факультет Горьковского государственного педагогического института иностранных языков им. Н. А. Добролюбова (ГГПИИЯ). В 1968 году, по окончании института, Геннадию Рябову была предложена работа в родном вузе. Сперва ассистентом кафедры теории и практики перевода, затем старшим преподавателем, доцентом, заведующим кафедрой, деканом переводческого факультета, проректором. В 1976 году защитил кандидатскую диссертацию «Динамизм функционирования постпозитивных предлогов в английском языке».
В 1988 году впервые в истории вуза Геннадий Петрович Рябов на альтернативной основе был избран ректором ГГПИИЯ, а в 1994 году вуз под его руководством стал Нижегородским государственным лингвистическим университетом (НГЛУ) имени Н. А. Добролюбова. Занимал должность ректора свыше 20 лет.
В 1999 году основал филиал лингвистического университета в городе Владимир.
16 июня 2004 года Геннадию Петровичу Рябову было присвоено звание «Почётный гражданин города Нижнего Новгорода».
В 2010 году был назначен Почётным консулом Франции в Нижнем Новгороде.
В 2019 году возглавил Общественную палату города Нижнего Новгорода. С того же года является Президентом Национального исследовательского университета «Высшая школа экономики» — Нижний Новгород.
Опубликовал в российских и зарубежных изданиях более 250 научных и учебно-методических работ, учебники для вузов и школ по филологии, теории перевода, страноведению Великобритании и США, теории и методике преподавания иностранных языков, межкультурной коммуникации и образовательному менеджменту.

### Членство в профессиональных и общественных объединениях
- Председатель Общественной палаты Нижнего Новгорода
- Член административного Совета отделения «Альянс Франсез» в Нижнем Новгороде.
- Председатель научно-методического центра по иностранным языкам при Министерстве образования РФ.
- Член Президиума Совета по педагогическому образованию Министерства образования РФ.
- Председатель Совета Ректоров педагогических вузов Волго-Вятского региона.
- Председатель экспертного Совета УМО по лингвистическому образованию.
- Член Президиума Ассоциации педагогических университетов России.
- Вице-президент Международной Ассоциации американистики.
- Член Объединённого Комитета Экспертов ЮНЕСКО и МОТ.
- Член Президиума международного проекта ЮНЕСКО «LinguaUni».
- Член Совета экспертов Американского биографического института.
- Член Международной Ассоциации преподавателей английского языка.
- Член Совета по присуждению премий Президента Российской Федерации в области образования.
- Член экспертно-редакционного совета Всероссийского национального проекта «Элита образования России».
- Советник Губернатора Нижегородской области по международному сотрудничеству.
- Советник Мэра Нижнего Новгорода.
- Член коллегии министерства культуры Нижегородской области.
- Член коллегии министерства образования Нижегородской области.
- Член Совета по культуре и искусству Нижнего Новгорода.
- Член Комитета по присвоению звания «Почётный гражданин Нижнего Новгорода».
- Член Комитета по присуждению Премии Нижнего Новгорода.
- Член Комитета по увековечению памяти выдающихся нижегородцев.
- Председатель Наблюдательного совета Нижегородского научно-информационного центра.
- Член Межконфессионального консультативного совета при администрации города Нижнего Новгорода.
- Председатель Попечительского совета литературно-художественного музея имени Н. А. Добролюбова.
- Член Попечительского и Ученого советов Государственного литературного музея А. М. Горького.
- Член редакционной коллегии и ведущий рубрики «Образование: глобальный взгляд» журнала «Педагогическое обозрение» и журнала «Нижегородское образование».
- Член Совета по русскому языку при губернаторе Нижегородской области.
- Член Издательского совета при губернаторе Нижегородской области.
- Председатель редакционного совета научного журнала «Вестник НГЛУ» (список ВАК).
- Член попечительского совета Фонда развития народных художественных промыслов Нижегородской области.
- Член комиссии по сохранению наследия старого Нижнего.

## Награды и звания
Российские государственные и общественные награды:
- Орден «Знак Почёта»;
- «Орден Почёта» (2006)[7];
- Орден Дружбы (1995)[8];
- Орден «Дружба Народов»;
- Орден имени А. С. Макаренко;
- Почётный знак «Отличник образования СССР»;
- Почётный знак «Отличник народного просвещения РСФСР»;
- Орден святителя Макария, митрополита Московского;
- Почётный знак «Посол Нижнего Новгорода»;
- Медаль «В память 800-летия Нижнего Новгорода»;

Зарубежные ордена и медали:
- Национальный орден Французской республики «За заслуги»[9];
- Золотая медаль «За международное сотрудничество в области культуры» (Австрия);
- Золотая медаль Портлендского университета (США) «За развитие академического и научного сотрудничества»;
- Диплом Американского биографического института «За выдающиеся заслуги в образовании»;
- Золотая медаль «Европейское качество образования»;
- Благодарности Посольств Германии, Австрии и Франции в России;
- Certificate of Appreciation from ICANN;

Почётные звания:
- «Ректор года»;
- «Почётный профессор НГЛУ»;
- «Заслуженный работник НГЛУ»;
- «Почётный гражданин города Нижний Новгород»[3];
- «Почётный Консул Республики Франции»[9];
- Лауреат премии Нижнего Новгорода.